# Кармо-Сюд
Кармо́-Сюд (фр. Carmaux-Sud) — упразднённый кантон во Франции, находился в регионе Юг-Пиренеи, департамент Тарн. Входил в состав округа Альби.
Код INSEE кантона — 8139. Всего в кантон Кармо-Сюд входили 4 коммуны, из них главной коммуной являлась Кармо.
Кантон был упразднён в марте 2015 года.

## Население
Население кантона на 2011 год составляло 7974 человека.
| 1962 | 1968 | 1975 | 1982 | 1990 | 1999 | 2006 | 2011 |
| ---- | ---- | ---- | ---- | ---- | ---- | ---- | ---- |
| —    | —    | —    | —    | —    | —    | 7843 | 7974 |

## Коммуны кантона
| Коммуна        | Население, чел. (2010) | Почтовый индекс | Код INSEE |
| -------------- | ---------------------- | --------------- | --------- |
| Блай-ле-Мин    | 3074                   | 81400           | 81033     |
| Кармо          | 10 116                 | 81400           | 81060     |
| Лабастид-Габос | 449                    | 81400           | 81114     |
| Таис           | 356                    | 81130           | 81291     |